# Trachypodopsis laxoalaris
Trachypodopsis laxoalaris är en bladmossart som beskrevs av Brotherus in Mildbraed 1910. Trachypodopsis laxoalaris ingår i släktet Trachypodopsis och familjen Trachypodaceae. Inga underarter finns listade i Catalogue of Life.